# Канчели (Фиренца)
Канчели је насеље у Италији у округу Фиренца, региону Тоскана.
Према процени из 2011. у насељу је живело 514 становника. Насеље се налази на надморској висини од 328 м.